# Celso Guerrero
Celso Gerardo Guerrero Pereira (Asunción, 17 de abril de 1972) es un exfutbolista y entrenador paraguayo. Como jugador se desempeñaba como portero. Ha jugado para Libertad, Estudiantes de La Plata, Universitario de Deportes, Atlético Tembetary y 3 de Febrero de Ciudad del Este. 
Ha jugado para la selección de Paraguay, con dos presencias, más un partido amistoso en la selección guaraní.

## Selección nacional
Fue portero suplente de Chilavert en las eliminatorias para Estados Unidos 1994.

### Participaciones en Copa América
| Copa América      | Sede    | Resultado        | Partidos | Goles |
| ----------------- | ------- | ---------------- | -------- | ----- |
| Copa América 1993 | Ecuador | Cuartos de final | 0        | 0     |

## Clubes

### Como entrenador
| Club              | País     | Año       |
| ----------------- | -------- | --------- |
| Presidente Hayes  | Paraguay | 2006      |
| Sportivo Ameliano | Paraguay | 2012-2013 |
| Fulgencio Yegros  | Paraguay | 2014      |